# Moda vitoriana

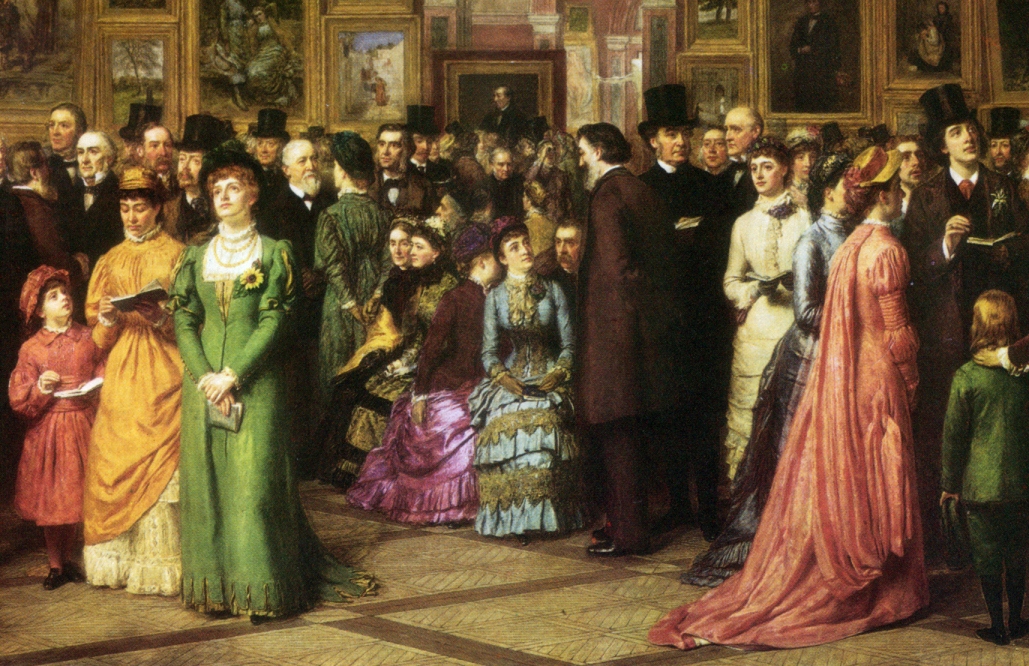

A moda vitoriana refere-se aos vários estilos e tendências culturais britânicas que surgiram e se desenvolveram no Reino Unido e no Império Britânico durante a era vitoriana, aproximadamente desde a década de 1830 até à de 1890. Este período foi marcado por muitas mudanças na moda, incluindo alterações nos estilos, nos avanços tecnológicos aplicados à indústria da moda e nos métodos de distribuição. Diversos movimentos na arquitectura, literatura, e nas artes decorativas e visuais, assim como uma mudança na perceção dos papéis de género, também influenciaram a moda.
Durante o reinado da Rainha Vitória, Inglaterra viveu um período de crescimento e progresso tecnológico. A produção em massa de máquinas de costura na década de 1850, bem como o surgimento de corantes sintéticos, trouxeram grandes transformações à moda. A roupa podia agora ser feita de forma mais rápida e económica. Os avanços na impressão e a proliferação de revistas de moda permitiram que um público mais vasto acompanhasse as tendências da alta-costura, abrindo caminho a um mercado de consumo em massa e publicidade. Por volta de 1905, a roupa era cada vez mais fabricada em fábricas e vendida frequentemente em grandes armazéns com preços fixos, impulsionando uma nova era de consumismo, protagonizada pela classe média em ascensão, que beneficiava com a revolução industrial.

## Moda feminina

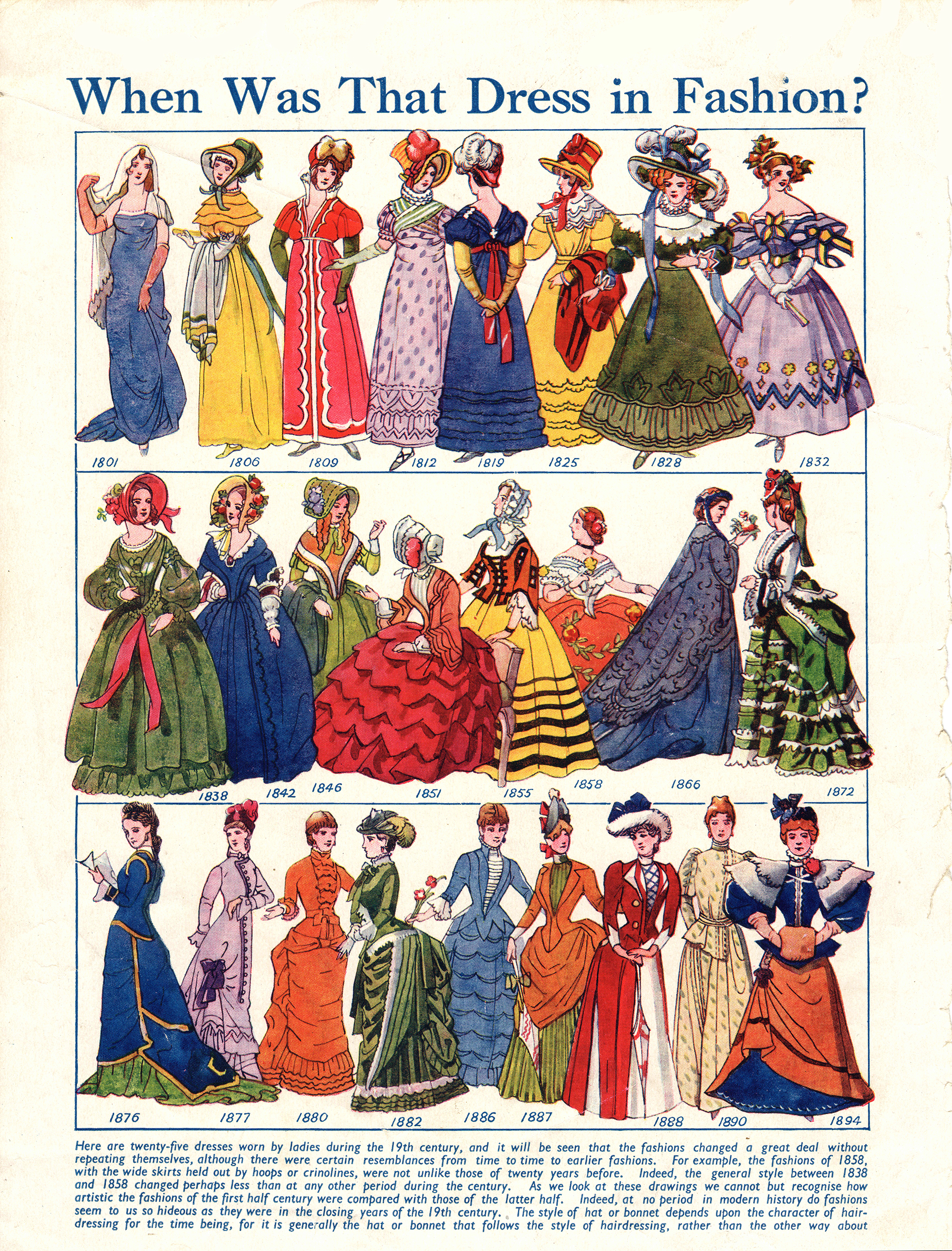
Diversas modas de vestidos

Durante a Era Vitoriana, as mulheres trabalhavam maioritariamente no espaço privado e doméstico. Ao contrário dos séculos anteriores, em que era comum ajudarem os maridos ou irmãos nos negócios familiares e em trabalhos manuais, no século XIX os papéis de género tornaram-se mais definidos. Com a menor necessidade de mão-de-obra agrícola após a Revolução Industrial, era mais provável que as mulheres se dedicassem ao trabalho doméstico ou, se fossem casadas, deixassem de trabalhar. O vestuário passou a refletir este estilo de vida mais sedentário, não tendo um carácter utilitário.
As roupas eram vistas como uma expressão do lugar da mulher na sociedade e distinguiam-se consoante a classe social. As mulheres da alta sociedade, que não precisavam de trabalhar, usavam frequentemente espartilhos apertados sobre um corpete ou camisete, combinados com saias adornadas com bordados e enfeites, sobre várias camadas de anáguas. As mulheres da classe média seguiam estilos semelhantes, embora com ornamentação menos luxuosa. As múltiplas camadas e a estrutura das peças tornavam a roupa feminina muito mais pesada do que a atual, e mais restritiva, especialmente na cintura (devido à rigidez do espartilho) e nos ombros (devido às costuras descaídas, muito em voga). A quantidade e qualidade do tecido eram muitas vezes um sinal de riqueza.
- Decote – Bertha  O decote “Bertha” era um tipo de decote usado pelas mulheres vitorianas que deixava os ombros à mostra. Era, por vezes, ornamentado com uma folho de renda com três a seis polegadas de profundidade, ou apresentava bandas horizontais de pregas no tecido. No entanto, este tipo de exposição corporal estava reservado às mulheres das classes alta e média, sendo considerado inapropriado para mulheres da classe trabalhadora. Este estilo de decote levou ao uso indispensável de xailes. Os espartilhos perderam as alças dos ombros, e era comum haver dois corpetes: um fechado para o dia e outro com decote para a noite.  Barbatanas (Boning)   Os espartilhos femininos serviam para acentuar a cintura fina, funcionando como roupa interior ajustável que moldava o corpo a uma silhueta idealizada. Ajudavam também a manter o corpete sem vincos horizontais. Com eles, conseguia-se uma cintura visivelmente estreita. Apesar de se dizer que os espartilhos causavam doenças devido ao uso excessivamente apertado, tal prática não era tão comum como se pensa hoje.  Engageants (mangas falsas)   As mangas eram justas no início da era vitoriana, em sintonia com a cintura apertada, com as costuras dos ombros descaídas para acentuar o ajuste justo no braço. Isso limitava os movimentos femininos. Com a introdução das crinolinas, as mangas tornaram-se em forma de sino, conferindo maior volume ao vestido. Surgiram então os engageants, mangas falsas feitas de renda, linho ou lawn, com cambraia e broderie anglaise. Estas mangas eram fáceis de remover, lavar e voltar a coser, sendo usadas por baixo das mangas dos vestidos, geralmente até ao cotovelo.  Silhueta   A silhueta evoluiu com a transformação da roupa interior. Inicialmente, saias largas eram sustentadas por tecidos com crina de cavalo. As crinolinas deram forma de colmeia às saias, que podiam ser sustentadas por até seis anáguas, totalizando cerca de 6,5 kg. Mais tarde, surgiu a crinolina em gaiola, que libertava as mulheres do peso das anáguas e permitia maior liberdade de movimentos. A silhueta passou a acentuar um volume mais pronunciado na parte de trás da saia. Surgiu o estilo polonaise, com o tecido a acumular-se atrás. As crinolinas e gaiolas começaram a desaparecer, por se tornarem perigosas para mulheres da classe trabalhadora. Foram então introduzidas as tournures ou bustles, estruturas que davam volume à parte de trás da saia.  Cosméticos   A maquilhagem era, em geral, muito discreta durante a era vitoriana, já que o uso evidente de cosméticos era associado à promiscuidade. Muitos produtos continham ingredientes tóxicos ou corrosivos, como chumbo, mercúrio, amoníaco e arsénico.

## Estilo de vestido da década de 1830

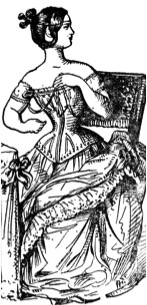
Vestido de 1837

Este vestido apresenta uma cintura baixa, e o corpete é usado sobre os quadris para enfatizar ainda mais a silhueta. Durante o início do reinado da Rainha Vitória em 1837, a forma ideal da mulher vitoriana era um torso longo e esguio enfatizado por quadris largos. Para alcançar uma cintura baixa e esguia, os espartilhos eram apertados firmemente e estendiam-se sobre o abdómen e para baixo em direção aos quadris. Uma camisa era comumente usada sob o espartilho, cortada relativamente baixa para evitar exposição. Sobre o espartilho, estava o corpete justo com uma cintura baixa. Juntamente com o corpete, havia uma saia longa, com camadas de anáguas de crina de cavalo usadas por baixo para criar volume; enquanto colocava ênfase na cintura pequena. Para contrastar com a cintura estreita, decotes baixos e retos eram usados.

## Estilo de vestido da década de 1840

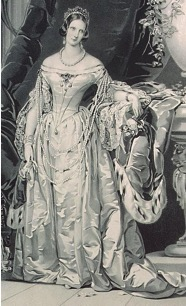
Vestido da década de 1840

Este vestido de noite apresenta decotes baixos e retos nos ombros, corpetes terminando na linha da cintura natural e convergindo para um ponto na frente, e mangas alargando-se a partir do cotovelo. Pregas organizadas eram usadas para criar ainda mais o volume das saias. A metade da década de 1840 viu vestidos diurnos apresentando decotes em forma de V, que eram cobertos por uma camisa para decência. As larguras das saias aumentaram devido à anágua de crina de cavalo, e folhos extras foram adicionados para ênfase e decoração. Mangas em forma de funil.
Vestido diurno de meados da década de 1840
Na década de 1840, mangas colapsadas, decotes baixos, corpetes alongados em forma de V e saias mais cheias caracterizavam os estilos de vestido das mulheres.
No início da década, os lados dos corpetes paravam na linha da cintura natural e encontravam-se em um ponto na frente. De acordo com o espartilho fortemente armado e as linhas de costura no corpete também, a cintura popular baixa e estreita era assim acentuada.
As mangas dos corpetes eram justas no topo, devido ao Mancheron, mas expandiam-se ao redor da área entre o cotovelo e antes do pulso. Também era inicialmente colocada abaixo do ombro, no entanto; isso restringia os movimentos do braço.
Como resultado, no meio da década, as mangas alargavam-se a partir do cotovelo em forma de funil; exigindo mangas internas para serem usadas a fim de cobrir os braços inferiores.

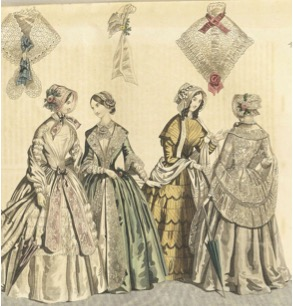
Vestidos de dia - 1840

As saias alongaram-se, enquanto as larguras aumentaram devido à introdução da crinolina de crina de cavalo em 1847; tornando-se um símbolo de status de riqueza.
Camadas extras de folhos e anáguas também enfatizavam ainda mais o volume dessas saias largas. Em conformidade com a cintura estreita, no entanto, as saias eram, portanto, anexadas aos corpetes usando pregas organizadas muito apertadas, fixadas em cada dobra. Isso servia como um elemento decorativo para uma saia relativamente simples. O estilo da década de 1840 era percebido como conservador e "gótico" em comparação com o flamboyant da década de 1830.

## Estilo de vestido da década de 1850

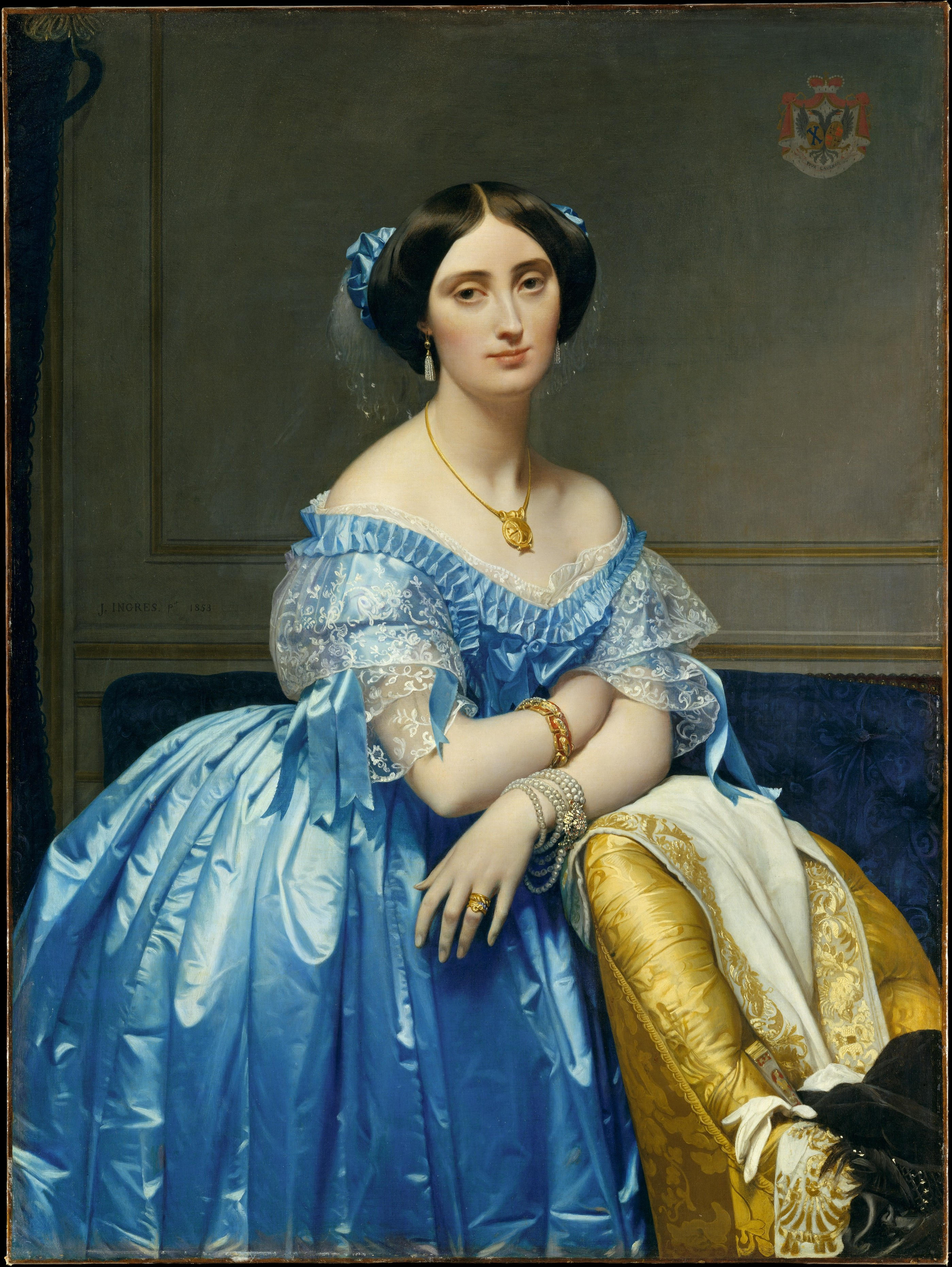
A Princesa de Broglie, 1851-53

Os decotes mergulhavam ainda mais, necessitando de uma chemisette para ser usada por baixo. As mangas alargavam-se no cotovelo, enquanto os corpetes terminavam na linha da cintura natural. As saias alargavam-se e eram ainda mais enfatizadas pela adição de folhos.  A Princesa Albert de Broglie usa um vestido de noite de seda azul com delicados enfeites de renda e fita. Seu cabelo está coberto com um babado transparente enfeitado com nós de fita azul combinando. Ela usa um colar, brincos com franjas e pulseiras em cada pulso. Primeira crinolina de gaiola patenteada. O volume da saia é ainda mais enfatizado. Uma silhueta semelhante permaneceu na década de 1850, enquanto certos elementos das roupas mudaram. Os decotes dos vestidos diurnos caíram ainda mais em forma de V, causando a necessidade de cobrir a área do busto com uma chemisette. Em contraste, os vestidos de noite apresentavam uma Bertha, que expunha completamente a área dos ombros. Os corpetes começaram a estender-se sobre os quadris, enquanto as mangas abriam-se ainda mais e aumentavam em volume. O volume e a largura da saia continuaram a aumentar, especialmente durante 1853, quando fileiras de folhos foram adicionadas.
No entanto, em 1856, as saias expandiram-se ainda mais; criando uma forma de cúpula, devido à invenção da primeira crinolina de gaiola artificial. O objetivo da crinolina era criar uma silhueta de ampulheta artificial, acentuando os quadris e criando a ilusão de uma cintura pequena; juntamente com o espartilho. A crinolina de gaiola foi construída unindo tiras finas de metal para formar uma estrutura circular que poderia suportar exclusivamente a grande largura da saia. Isso foi possível graças à tecnologia que permitia transformar ferro em aço, que então poderia ser transformado em fios finos. Embora frequentemente ridicularizada por jornalistas e cartunistas da época à medida que a crinolina aumentava de tamanho, essa inovação libertou as mulheres do peso pesado das anáguas e era uma opção muito mais higiênica.
Enquanto isso, a invenção de corantes sintéticos adicionou novas cores às roupas e as mulheres experimentaram cores chamativas e brilhantes. A inovação tecnológica da década de 1860 proporcionou às mulheres liberdade e escolhas.

## Estilo de vestido da década de 1860
A ênfase mudou para a parte de trás, a fim de criar uma cauda.
Crinolina de gaiola da década de 1860
Vestido da década de 1860 apresentando uma cauda
Os corpetes terminavam na linha da cintura natural. Mangas largas em forma de pagode estão na moda, e as saias são mais longas na parte de trás; retratando uma cauda.
Vestido da década de 1860
Durante o início e meio da década de 1860, as crinolinas começaram a diminuir de tamanho no topo, enquanto mantinham sua amplitude na parte inferior. Em contraste, a forma da crinolina tornou-se mais plana na frente e mais volumosa atrás, à medida que se movia para trás, já que as saias agora consistiam em caudas. Os corpetes, por outro lado, terminavam na linha da cintura natural, tinham mangas largas em forma de pagode e incluíam decotes altos e colarinhos para vestidos diurnos; decotes baixos para vestidos de noite. No entanto, em 1868, a silhueta feminina havia emagrecido à medida que a crinolina foi substituída pela anquinha, e o folho de suporte assumiu o papel de determinar a silhueta. As larguras das saias diminuíram ainda mais, enquanto o volume e o comprimento permaneciam na parte de trás. Para enfatizar a parte de trás, a cauda era reunida para formar dobras suaves e drapeados.
Estilo de vestido da década de 1870
Vestidos apresentando a anquinha e a polonesa.
Vestido da década de 1870
Os vestidos ajustavam-se à figura e apresentavam uma longa cauda em camadas e drapeada.
Vestido de 1877
Tournure da década de 1870
A tendência para saias largas desapareceu lentamente durante a década de 1870, à medida que as mulheres começaram a preferir uma silhueta ainda mais esguia. Os corpetes permaneciam na linha da cintura natural, os decotes variavam, enquanto as mangas começavam abaixo da linha dos ombros. Uma sobressaia era comumente usada sobre o corpete e presa em um grande laço atrás. Com o tempo, no entanto, a sobressaia encurtou-se em um basque destacado, resultando em um alongamento do corpete sobre os quadris. À medida que os corpetes cresciam mais longos em 1873, a polonesa foi assim introduzida nos estilos de vestido vitorianos. Uma polonesa é uma peça de vestuário que apresenta tanto uma sobressaia quanto um corpete juntos. A tournure também foi introduzida e, juntamente com a polonesa, criou a ilusão de uma parte traseira exagerada.
Em 1874, as saias começaram a afunilar na frente e foram adornadas com enfeites, enquanto as mangas apertavam-se ao redor da área do pulso. Por volta de 1875 a 1876, os corpetes apresentavam cinturas longas, mas ainda mais apertadas, e convergiam para um ponto agudo na frente. As anquinhas alongaram-se e deslizaram ainda mais para baixo, fazendo com que o volume da saia diminuísse ainda mais. Tecidos extras eram reunidos atrás em pregas, criando assim uma cauda mais estreita, mas mais longa, em camadas e drapeada também. Devido às caudas mais longas, anáguas tinham que ser usadas por baixo para manter o vestido limpo.
No entanto, quando 1877 se aproximou, os vestidos moldavam-se para se ajustar à figura, à medida que silhuetas cada vez mais esguias eram favorecidas. Isso foi permitido pela invenção do corpete cuirass, que funciona como um espartilho, mas estende-se para baixo até os quadris e coxas superiores. Embora os estilos de vestido assumissem uma forma mais natural, a estreiteza da saia limitava a usuária em relação à caminhada.

## Moda masculina
Durante a década de 1840, os homens usavam casacos compridos ajustados ao corpo, até à altura da barriga da perna, e um colete ou veste. Os coletes eram de abotoamento simples ou duplo, com colarinhos em chalé ou em bico, e podiam terminar em dois pontos na cintura descida. Para ocasiões mais formais, usava-se um casaco matinal com corte oblíquo e calças claras durante o dia, e um casaco com cauda escura e calças escuras à noite. As camisas eram de linho ou algodão com colarinhos baixos, por vezes dobrados para baixo, e usavam-se com gravatas largas ou lenços ao pescoço. As calças tinham braguilha, e as calças justas (breeches) eram usadas para funções formais e para montar a cavalo. Os homens usavam cartolas, com abas largas em tempo de sol.
Durante a década de 1850, os homens começaram a usar camisas com colarinhos altos erguidos ou voltados e gravatas quatro-em-mão atadas em laço, ou atadas com um nó com as pontas voltadas para fora como "asas". A classe alta continuava a usar cartolas, e os chapéus bowler (coco) eram usados pela classe trabalhadora.
Na década de 1860, os homens começaram a usar gravatas mais largas, atadas em laço ou em nó solto, presas com um alfinete decorativo. Os casacos compridos (frock coats) encurtaram-se até ao joelho e eram usados para negócios, enquanto o casaco tipo saco (sack coat), até meio da coxa, começou lentamente a substituir o casaco comprido em ocasiões menos formais. As cartolas assumiram temporariamente a forma muito alta de "chaminé", mas uma variedade de outros formatos de chapéus também era popular.
Durante a década de 1870, os fatos de três peças tornaram-se mais populares, assim como os tecidos com padrões para camisas. As gravatas eram do tipo quatro-em-mão e, mais tarde, gravatas Ascot. Uma fita estreita era uma alternativa em climas tropicais, especialmente nas Américas. Tanto os casacos compridos como os casacos tipo saco tornaram-se mais curtos. Chapéus de palha achatados (boaters) eram usados durante passeios de barco.
Durante a década de 1880, o traje formal de noite continuava a ser um casaco com cauda escuro e calças escuras, com um colete escuro, gravata de laço branca e camisa com colarinho levantado (tipo "asa"). A meio da década, o casaco de jantar ou smoking começou a ser usado em ocasiões formais mais descontraídas. O casaco Norfolk e as calças curtas de lã ou tweed eram usados para actividades ao ar livre exigentes, como caça. Capotes até ao joelho, muitas vezes com colarinhos contrastantes de veludo ou pelo, e sobretudos até à barriga da perna eram usados no Inverno. Os sapatos dos homens tinham saltos mais altos e biqueira estreita.
A partir da década de 1890, foi introduzido o blazer, usado para desporto, vela e outras actividades casuais.
Ao longo de grande parte da era vitoriana, a maioria dos homens usava o cabelo relativamente curto. Este era frequentemente acompanhado por vários tipos de pelos faciais, incluindo bigodes, patilhas e barbas completas. Um rosto barbeado só voltou a estar na moda no final da década de 1880 e início da de 1890.
Distinguir o que os homens realmente usavam daquilo que lhes era publicitado em revistas e anúncios é difícil, pois não existem registos fiáveis.

## Avanços tecnológicos
Os avanços tecnológicos não influenciaram apenas a economia, mas trouxeram uma grande mudança nos estilos de vestuário usados por homens e mulheres. A era vitoriana baseava-se nos princípios de género, raça e classe. Muitos dos avanços favoreceram a classe alta, pois era esta que podia pagar a mais recente tecnologia e alterar os seus estilos de moda em conformidade. Na década de 1830, foi introduzido o crinoline de crina de cavalo, que se tornou um símbolo de estatuto e riqueza, já que apenas as mulheres da classe alta o podiam usar. Na década de 1850, houve mais avanços tecnológicos na moda; por isso, pode dizer-se com razão que os anos 1850 foram uma revolução na indústria da moda vitoriana, como a inovação do crinoline de armação artificial, que dava às mulheres uma silhueta artificial em forma de ampulheta — isto significava que as mulheres já não precisavam de usar camadas de anáguas para conseguir a ilusão de ancas largas, sendo também mais higiénico. Também foram introduzidos corantes sintéticos, que acrescentaram novas cores vivas às roupas. Estes avanços tecnológicos deram liberdade e opções às mulheres. Em meados da década de 1850 foi introduzida a alta-costura, à medida que a alfaiataria se tornava mais comum nos anos seguintes.
Charles Frederick Worth, um proeminente estilista inglês, tornou-se popular entre a classe alta, embora a sua cidade de destino tenha sido sempre Paris. A alta-costura tornou-se popular ao mesmo tempo que foram inventadas as máquinas de costura. Surgiram técnicas de costura manual, que se destacavam em relação às antigas formas de alfaiataria. A princesa Eugénia de França usou vestuário de alta-costura de Charles Frederick Worth, o modista inglês, e ele tornou-se imediatamente famoso em França, apesar de ter chegado a Paris apenas há alguns anos. Em 1855, a rainha Vitória e o príncipe Alberto do Reino Unido receberam Napoleão III e Eugénia de França numa visita de Estado ao Reino Unido. Eugénia era considerada um ícone de moda em França. Ela e a rainha Vitória tornaram-se amigas imediatas. A rainha Vitória, que até então era o ícone de moda da alta-costura europeia, inspirou-se no estilo e nas roupas de Eugénia. Mais tarde, a rainha Vitória também nomeou Charles Frederick Worth como seu modista, e ele tornou-se um estilista de destaque entre a classe alta europeia. Charles Frederick Worth é conhecido como o pai da alta-costura, já que mais tarde também foi inventado o conceito de etiquetas, à medida que a alfaiataria por medida se tornou dominante no final do século XIX.

Pela década de 1860, quando a Europa estava dominada pela alfaiataria feita por medida, os crinolines passaram a ser considerados pouco práticos. Na década de 1870, as mulheres passaram a preferir silhuetas mais esbeltas; por isso, os corpetes tornaram-se mais compridos e foi introduzido o polonaise, um conjunto de saia e corpete cosidos. Na década de 1870 foi inventado o “Cuirass Bodice”, uma peça de vestuário semelhante a uma armadura que cobre o torso e funciona como um espartilho. Perto do final do reinado da rainha Vitória, os vestidos tornaram-se naturalmente mais rodados, à medida que os crinolines foram rejeitados pelas mulheres da classe média. Estilistas como Charles Frederick Worth também eram contra o seu uso. Todas estas invenções e mudanças na moda contribuíram para a libertação das mulheres, pois o vestuário feito por medida melhorava a postura e era mais prático.